# Halbs
Halbs là một đô thị thuộc một Verbandsgemeinde - ở huyện Westerwald trong bang Rheinland-Pfalz, Đức. Đô thị Halbs có diện tích 2,12 km².
Từ năm 1972, đô thị này thuộc Verbandsgemeinde Westerburg, một dạng đô thị tập thể chỉ có ở bang Rheinland-Pfalz.